# August Gustav Heinrich von Bongard
August Gustav Heinrich von Bongard, född 12 september 1786 i Bonn, död 1839 i Sankt Petersburg, var en tysk botaniker, som arbetade i Sankt Petersburg, Ryssland. Han var en av de första botaniker som beskrev de nya växterna som blev upptäckta i   Alaska (under den tiden då Alaska fortfarande tillhörde Ryssland), inklusive arter som numera är av stor ekonomisk betydelse såsom sitkagran och rödal. Arterna som han beskrev samlades huvudsakligen in av Carl Mertens i Sitka, Alaska.
Släktet Bongardia har namngivits till minne av von Bongard.
Auktorsnamnet Bong. kan användas för August Gustav Heinrich von Bongard i samband med ett vetenskapligt namn inom botaniken; se Wikipediaartiklar som länkar till auktorsnamnet.